# Johnny Hancocks
John „Johnny“ Hancocks (* 30. April 1919 in Oakengates; † 19. Februar 1994 ebenda) war ein englischer Fußballspieler. Der kleingewachsene rechte Flügelspieler gewann mit den Wolverhampton Wanderers 1949 den FA Cup und fünf Jahre später die englische Meisterschaft. Zu den Stärken des kampfbetont agierenden dreifachen englischen Nationalspielers zählte ein besonders harter Schuss bei Freistößen und seine Torgefährlichkeit.

## Sportliche Laufbahn
Der in der Grafschaft Shropshire in Oakengates geborene Johnny Hancocks erlernte das Fußballspielen in der Schule, wo er zumeist als zentraler Defensivspieler und auf der linken Innenstürmerposition ausgebildet wurde – zu seiner berühmten Schussstärke kam er, wie er später angab, durch permanentes „Bolzen“ auf der in der Nähe seines Elternhauses gelegenen Mülldeponie. Mit 15 Jahren spielte er erstmals für seinen Heimatverein Oakengates Town in der Birmingham & District League, bevor es ihn im Oktober 1938 zum FC Walsall zog, der zu diesem Zeitpunkt in der drittklassigen Third Division South gemeldet war. Nach der Spielzeit 1938/39, die enttäuschend auf dem vorletzten Platz endete, sorgte der Ausbruch des Zweiten Weltkriegs für eine lange Unterbrechung des offiziellen Spielbetriebs. Hancocks schloss sich der Armee an und engagierte sich dort als Ausbilder in der Leibesertüchtigung. Daneben war er zu Kriegszeiten Gastspieler beispielsweise beim AFC Wrexham und Shrewsbury Town.
Für 4.000 Pfund wechselte Hancocks im Mai 1946 zu den benachbarten Wolverhampton Wanderers in die oberste englische Spielklasse, die vor Beginn der Saison 1946/47 ihren ersten Nachkriegskader zusammenstellten. Hancocks stieß erstmals zur Mannschaft von Trainer Ted Vizard, während sich diese in Schweden vorbereitete. Mit einem spektakulären 6:1-Auftaktsieg gegen den FC Arsenal am 31. August 1946 zeigten die neuen Wolves, was sie in der Offensive auszeichnen sollte. Wie Hancocks auf der rechten Seite sorgte sein linkes Pendant Jimmy Mullen dafür, dass im Sturmzentrum Jesse Pye und Dennis Westcott mit Flanken versorgt und die Abwehrreihen durch Dribblings in Unruhe versetzt wurden. Im Oktober 1946 schoss er sein erstes Tor, als Huddersfield Town mit demselben Ergebnis nach Hause geschickt wurde. Mit 40 Ligaeinsätzen und zehn Toren in der Spielzeit 1946/47 absolvierte Hancocks die meisten Partien im gesamten Kader des Wolves und der Gewinn der ersten Meisterschaft misslang nur knapp aufgrund der Heimniederlage im letzten Spiel gegen den neuen Meister FC Liverpool. Seine Torgefährlichkeit demonstrierte er – vor allem als Freistoß- und Elfmeterschütze – in der anschließenden Saison 1947/48, als er gemeinsam mit Jesse Pye bester Vereinstorschütze war und sich somit in den Fokus der englischen Nationalmannschaft spielte. Am 2. Dezember 1948 debütierte er in der Landesauswahl und schoss in Highbury zwei Tore zum 6:0-Erfolg gegen die Schweiz. Es folgten noch zwei weitere Einsätze für England im Oktober 1949 und November 1950; weitere Länderspiele des mittlerweile über 30-Jährigen verhinderten die zahlreich national vorhandenen Alternativen auf den Flügelpositionen, zu denen „Größen“ wie Stanley Matthews und Tom Finney zählten.
Den ersten Pokalerfolg verzeichnete Hancocks 1949 mit dem Gewinn des FA Cups, als er beim 3:1-Finalsieg gegen Leicester City einen Kopfballtreffer von Jesse Pye vorbereitete. Es folgte ein „geteilter Titel“ in der Charity Shield, als Hancocks den Treffer beim 1:1 gegen den FC Portsmouth per Elfmeter erzielte. Der Ligaalltag brachte hingegen zu Beginn der 1950er-Jahre Tristesse, nachdem die Mannschaft zuvor an dem Gewinn der ersten englischen Meisterschaft häufig nur knapp gescheitert war und 1950 noch die Vizemeisterschaft errungen hatte. Trotz einer Ausbeute von 19 Toren des rechten Flügelspielers fielen die Wolves in der Spielzeit 1950/51 auf den 14. Platz ab, der in anschließenden Saison mit Rang 16 noch unterboten wurde. Mit weitgehenden Umstrukturierungen im Kader gelang aber die Trendwende und nach einem dritten Platz in der Spielzeit 1952/53 gewann Hancocks im darauffolgenden Jahr die erste englische Meisterschaft in der Klubgeschichte – hinter Dennis Wilshaw (26 Tore) schoss er (wie auch Roy Swinbourne) mit 24 Toren die zweitmeisten Treffer. Obwohl die Titelverteidigung in den anschließenden beiden Spielzeiten nicht gelang, gewann Hancocks jeweils die Rangliste des vereinsbesten Torschützen mit 26 bzw. 18 Ligatreffern.
Mit der Verpflichtung des Flügelspielers Harry Hooper von West Ham United endete Hancocks Ära bei den Wolves. Etwas überraschend übernahm Hooper bereits zu Beginn der Saison 1956/57 Hancocks Position und verdrängte diesen in die Reservemannschaft, der wiederum aufgrund der prominenten Verstärkung plötzlich hoher Zuschauerzuspruch widerfuhr. Anschließend verließ er den Verein und ließ seine Karriere als Spielertrainer bei Wellington Town zwischen 1957 und 1959 ausklingen. Letzte Stationen waren 1960 Cambridge United sowie danach Oswestry Town und GKN Sankey, bevor er nach Ende der Saison 1960/61 seine Karriere beendete. Er arbeitete im Anschluss in seiner Heimatstadt Oakengates bis zu seiner Pensionierung 1979 als Eisengießer und blieb zudem den Wolves vielfältig als Repräsentant der „Goldenen Ära“ bis zu seinem Tod am 19. Februar 1994 erhalten.

## Erfolge
- Englischer Meister: 1954
- Englischer Pokalsieger: 1949